# Scaptomyza hackmani
Scaptomyza hackmani är en tvåvingeart som beskrevs av Hardy 1965. Scaptomyza hackmani ingår i släktet Scaptomyza och familjen daggflugor. Inga underarter finns listade i Catalogue of Life.